# Moridilla
Moridilla Bergh, 1888 è un genere di molluschi nudibranchi della famiglia Facelinidae.

## Tassonomia
Il genere comprende le seguenti specie:
- Moridilla brockii Bergh, 1888 - specie tipo
- Moridilla fifo Carmona & N. G. Wilson, 2018
- Moridilla hermanita Carmona & N. G. Wilson, 2018
- Moridilla jobeli Schillo & Wägele, 2019